# Inter Miami II
Inter Miami II (auch Inter Miami CF II, ehemals Fort Lauderdale CF) ist ein Franchise der Profifußball-Liga MLS Next Pro aus Fort Lauderdale im US-Bundesstaat Florida, das seit der Saison 2020 am Spielbetrieb teilnimmt. Das Franchise befindet sich im Eigentum einer Investorengruppe um den ehemaligen englischen Nationalspieler David Beckham und ist das Farmteam von Inter Miami aus der Major League Soccer. Die Mannschaft trägt ihre Heimspiele im Inter Miami Stadium aus.

## Geschichte
Am 9. Oktober 2019 erhielt eine Investorengruppe um David Beckham den Zuschlag für ein Franchise der drittklassigen USL League One, das als Farmteam von Inter Miami aus der Major League Soccer, das ebenfalls der Investorengruppe gehört, fungieren soll. Anfang Februar 2020 wurde der Name Fort Lauderdale Club de Fútbol, kurz Fort Lauderdale CF, sowie das Logo, das dem von Inter Miami ähnelt, veröffentlicht. Als erster Cheftrainer der Franchise-Geschichte wurde Jason Kreis verpflichtet. In der ersten Saison belegte die Mannschaft den 10. von 11 Plätzen.
Zur Saison 2021 übernahm der Engländer Darren Powell die Mannschaft. Man erreichte den 10. Platz von 12. Plätzen. Zur Saison 2022 wechselte das Franchise in die neugegründete MLS Next Pro und wurde in Inter Miami II umbenannt.

## Stadion
Die Mannschaft trägt ihre Heimspiele im neu erbauten Inter Miami Stadium in Fort Lauderdale aus, das 18.000 Zuschauern Platz bietet.

## Trainerhistorie
- 2020:  Jason Kreis
- Seit 2021:  Darren Powell